# Hernando Tovar
Hernando Tovar (* 17. September 1938 in Girardot) ist ein ehemaliger kolumbianischer Fußballspieler. Der Mittelfeldspieler nahm mit der kolumbianischen Nationalmannschaft an der Fußball-Weltmeisterschaft 1962 in Chile teil.

## Karriere

### Verein
Hernando Tovar, Spitzname Mono, spielte während seiner gesamten bekannten Vereinskarriere für Independiente Santa Fe, bei dem er bereits in der Jugend gespielt hatte und mit 16 Jahren debütierte. Mit dem Klub gewann er 1958 und 1960 die kolumbianische Meisterschaft und gehörte über ein Jahrzehnt zu den Stammspielern der Mannschaft.

### Nationalmannschaft
Tovar wurde 1962 in den Kader der kolumbianischen Nationalmannschaft für die Weltmeisterschaft 1962 in Chile berufen. Er bestritt bei dem Turnier jedoch kein Spiel. Sein einziges Länderspiel bestritt er im Januar 1954 bei der Qualifikation zur Weltmeisterschaft 1966 beim 7:2-Erfolg über Chile.

## Erfolge
Santa Fe
- Kolumbianischer Meister: 1958, 1960